# Foreign Affairs

Обложка журнала (2010 год).

«Фо́рин аффе́рс» (англ. Foreign Affairs, в переводе с англ. — «Иностранные дела») — североамериканский журнал по тематике международных отношений и внешней политики США, выходящий шесть раз в год. 
Издатель — Совет по международным отношениям. Журнал считается наиболее авторитетным в вопросах внешней политики США. В журнале в разное время печатались видные политические и государственные деятели США и многих стран мира.

## История
Журнал выходит с 1922 года; основателем и первым редактором (до 1927 года) был Арчибальд Кэри Кулидж (1922—1927).
Динамика роста тиража печатного издания журнала:
- 1922 год — 5 тысяч экземпляров;
- 1959 год — 27 тысяч;
- 1963 год — 57 тысяч;
- 1976 год — 72,5 тысячи;
- 2014 год — 170 тысяч[7].

## Позиция по отношению к СССР
Уже первый номер содержал статью самого Кулиджа «Россия после Генуи и Гааги», которая после анализа новой экономической политики и дипломатических усилий большевистского государства высказывала сомнения в долговечности текущего курса большевиков и предлагала «четыре очевидных возможности» развития (контрреволюция, экономическая реставрация капитализма, раскол партии большевиков с возвратом к жёсткой коммунистической идеологии и рост экономических проблем, в результате которых страна «впадёт в анархию, развалившись на куски»). Один из первых номеров журнала был направлен Кулиджем в Советскую Россию Карлу Радеку, который спустя некоторое время вернул его, сопроводив письмом, где сообщил, что с журналом ознакомился В. И. Ленин и даже сделал в нём пометки. В наше время в приёмном помещении Совета по внешним сношениям хранится этот номер с пометками. Уильям Хайланд (англ. William Hyland), главный редактор с 1984 года по 1992 год, продемонстрировал этот номер журнала М. С. Горбачёву, выступавшему в Совете в 1989 году. В своём комментарии по этому поводу М. С. Горбачёв назвал Радека «предателем».
Редакционная политика момента выхода в свет первого номера предусматривала по возможности частую публикацию статей о России и Советском Союзе. За первые 50 лет существования в журнале были опубликованы 220 статей по советской тематике (почти по одной статье в каждом номере). По утверждению дипломата Р. С. Овинникова, «ни одна из них не была дружелюбной». Наиболее известна опубликованная в июле 1947 года статья за анонимной подписью «Икс», принадлежавшая перу Джорджа Ф. Кеннана, в которой была впервые провозглашена стратегия сдерживания.

## Главные редакторы: годы
- Арчибальд Кэри Кулидж: 1922—1928
- Гамильтон Фиш Армстронг[англ.]: 1928—1972
- Уильям Банди[англ.]: 1972—1984
- Уильям Хайланд: 1984—1992
- Джеймс Фултон Ходж[англ.]: 1992—2010
- Гидеон Роуз[англ.]: 2010—2021[10][11]
- Дэниэл Курц-Фелан: 2021-настоящее время.

## Импакт-фактор
Согласно Journal Citation Reports, журнал имеет импакт-фактор 2,009 в 2014 году, что делает его 6-м из 85 журналов в категории «Международные отношения».